# IC 272
IC 272 је спирална галаксија у сазвјежђу Еридан која се налази на листи објеката дубоког неба у Индекс каталогу.
Деклинација објекта је - 14° 11' 13" а ректасцензија 2h 56m 6,3s. Привидна величина (магнитуда) објекта IC 272 износи 14,1 а фотографска магнитуда 14,8. IC 272 је још познат и под ознакама MCG -2-8-30, IRAS 02537-1423, PGC 11086.